# Charlie Kirk
Charles James Kirk (14 de outubro de 1993) é um ativista político, escritor e comentarista de mídia americano. Junto com Bill Montgomery, ele cofundou a Turning Point USA (TPUSA) em 2012, na qual atua como diretor executivo (CEO). Ele é o diretor executivo das Turning Point Action, Turning Point Academy e Turning Point Faith, presidente do Turning Point Endowment, e membro do Council for National Policy.

## Liderança das organizaçõesTurning Point

### Turning Point USA
Kirk é CEO e representante da Turning Point USA (TPUSA) desde sua fundação. Ele foi cofundou a organização em 2012, aos 18 anos de idade. De acordo com o The New York Times, ele transformou a organização em uma "operação de mídia bem financiada, apoiada por megadoadores conservadores como o empresário de Wyoming Foster Friess." As atividades da TPUSA incluem a publicação da Professor Watchlist e da School Board Watchlist.

### Turning Point Action
Em maio de 2019, foi noticiado que Kirk estava para lançar a Turning Point Action, uma entidade 501(c)(4) projetada para alcançar o público democrata. Ele então fundou a organização, que se caracteriza como uma entidade diferente da Turning Point USA, por mais que ambas tenham sido fundadas por Kirk e compartilharem das mesmas marcas.

### Turning Point Faith
Após a Liberty University não renovar o contrato de Kirk com o Falkirk Center for Faith and Liberty em 2021, Kirk fundou a Turning Point Faith, uma organização dedicada a "recrutar pastores e outros líderes da igreja para o ativismo em questões políticas de âmbitos local e nacional". De acordo com o relatório para investidores de 2021 da TPUSA, o programa, munido de um orçamento de US$ 6,4 milhões, “irá abordar a decadência dos alicerces religiosos dos Estados Unidos, envolvendo milhares de pastores em todo o país, a fim de renovar o compromisso cívico nas nossas igrejas."

## Academia da Força Aérea
Em março de 2025, o presidente dos Estados Unidos, Donald Trump, nomeou Kirk para o a board of visitors (conselho de visitantes) da Academia da Força Aérea dos Estados Unidos . Outras nomeações feitas por Trump incluiram o senador Tommy Tuberville, o coronel Doug Nikolai e Dina Powell.

## The Charlie Kirk Show
Em outubro de 2020, Kirk estreiou como apresentador de um talk show de rádio de três horas diárias, titulado The Charlie Kirk Show e veiculado pelo canal de rádio The Answer da Salem Media. Em 2024, a NBC News noticiou que o podcast fora baixado entre 500.000 e 750.000 vezes por dia. O programa ocupou a 13ª posição no Apple Podcasts para notícias em 2024.

## Prêmios e honrarias
Kirk foi listado na lista Forbes 30 Under 30 de 2018 na categoria de Direito e Política. Em 2020, foi nomeado pelo presidente Donald Trump para uma comissão que promovia a "educação patriótica".

## Livros
Em 2018, Kirk escreveu o livro Campus Battlefield: How Conservatives Can WIN the Battle on Campus and Why It Matters. O livro foi prefaciado por Donald Trump Jr. Em uma resenha publicada em The Weekly Standard, Adam Rubenstein descreveu o livro como uma "bagunça" e "nada mais do que um discurso de marketing para a TPUSA".
Em 2020, Kirk publicou The MAGA Doctrine: The Only Ideas That Will Win the Future. O livro foi resenhado por Gabriel Debenedetti do The New York Times.

## Na mídia
Um estudo da Brookings Institution, publicado em fevereiro de 2023, noticiou que o podcast de Kirk continha a segunda maior proporção de declarações falsas, enganosas e infundadas entre 36.603 episódios produzidos por 79 podcasters políticos proeminentes.
Em fevereiro de 2025, Kirk assinou um contrato com a Trinity Broadcasting Network (TBN) para apresentar um talk show semanal titulado Charlie Kirk Today.